# 第八回国民体育大会讃歌
「第八回国民体育大会讃歌」（だいはちかいこくみんたいいくたいかいさんか）は、日本で1953年（昭和28年）に開催された第8回国民体育大会（四国国体）のテーマソングとして作成された体育歌である。作詞・関口武、作曲・古関裕而。

## 解説
1946年（昭和21年）から開始された国民体育大会は第2回大会で石川県を主会場として以来、各都道府県の持ち回り開催を原則としていたが黎明期は戦後復興の途上で多くの自治体が財政難に苦しんでいたため、宮城県・山形県・福島県の南東北3県が「東北三県国体」として合同開催した第7回に引き続き第8回大会も四国4県、すなわち徳島県・香川県・愛媛県・高知県で合同開催されることになった。
大会テーマ曲も前回の東北三県国体に引き続いて4県で共通の楽曲を使用することになり、前大会テーマ曲の「第七回国民体育大会讃歌」に引き続いて日本コロムビアが古関裕而の作曲、伊藤久男の歌唱でB面に行進曲アレンジのインストゥルメンタルを収録したSP盤を製造している。10月22日に松山市の県営陸上競技場で行われた開会式において、2万名余の観衆を集めて斉唱された。しかし、同じ作曲者・歌唱者の「第七回」とは対照的に「第八回」のCDへの収録は今日まで実現していない。